# Украинский, Яков Григорьевич

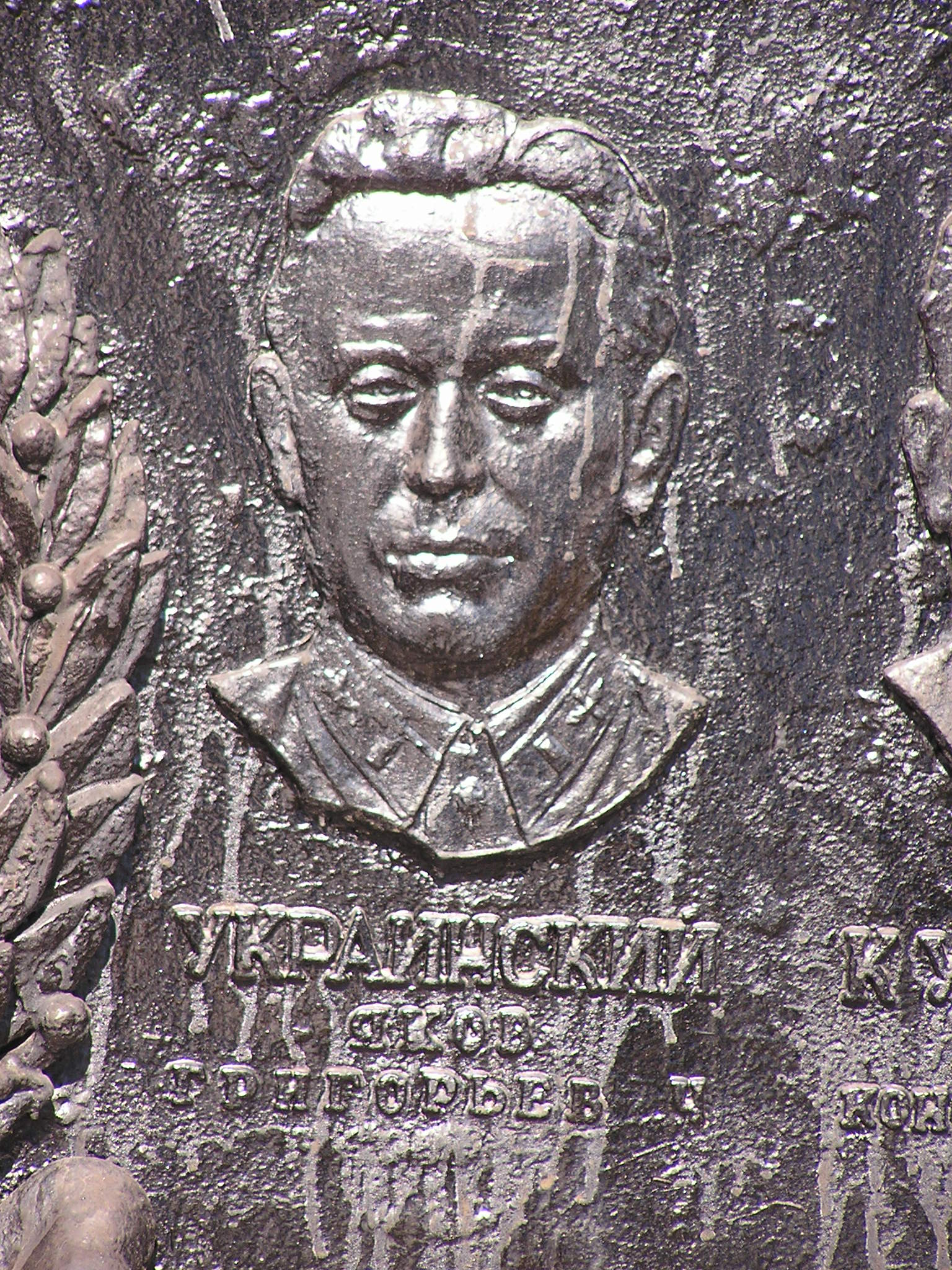
Портрет Украинского на памятнике стратонавтам

Яков Григорьевич Украинский (1903, Черкассы — 18 июля 1938, близ Сталино) — советский стратонавт.

## Биография
Родился в Черкассах в 1903 году. Отец был мелким служащим. Яков Григорьевич окончил гимназию.
Во время Гражданской войны сражался в составе сводной Петроградско-Полтавской дивизии курсантов Красной Армии на польском фронте и против частей Врангеля.
Закончил эксплуатационный и воздухоплавательный факультеты военно-воздушной академии имени Жуковского.
Был направлен в опытно-испытательный дивизион, где летал и конструировал. Предложил использовать гондолу с переходным шлюзом, совместно с инженером В. К. Астафьевым разработал лёгкий скафандр для высотных полетов, первым фотографировал Землю при помощи инфракрасных лучей.
Погиб 18 июля 1938 года при полёте на стратостате ВВА-1. Стратостат взлетел в Звенигороде. Экипаж составляли Украинский, Серафим Константинович Кучумов, Пётр Михайлович Батенко, Давид Евсеевич Столбун. Украинский командовал этим экипажем.
На большой высоте отказало кислородное оборудование, а индивидуальное кислородное оборудование не справилось с поддержанием жизнеобеспечения. Экипаж стратостата погиб от удушья. Стратостат приземлился в Сталино (теперь Донецк). Он попал на линию электропередачи. Шар стратостата взорвался, так как он был заполнен водородом. Экипаж стратостата был похоронен в Сталино. В 1953 году на их могиле был установлен памятник стратонавтам.